# Middlesex (powieść)
Middlesex – wydana w 2002 druga powieść autorstwa Jeffreya Eugenidesa. Eugenides otrzymał za nią Nagrodę Pulitzera.
W Polsce powieść została wydana przez Wydawnictwo Sonia Draga w roku 2004, w tłumaczeniu Witolda Kurylaka. Doczekała się trzech wydań.